# イタリアの印象
『イタリアの印象』（Impressions d'Italie ）は、ギュスターヴ・シャルパンティエ が1887年から1890年にかけて作曲したオーケストラのための組曲である。

## 概要
シャルパンティエは1887年にローマ賞第一等を受賞し、同年から3年間ローマへ留学したが、留学先で交響詩『ナポリ』を作曲、ローマ賞受賞者の義務作品としてフランス学士院芸術アカデミーへ送った。この曲は独立した交響詩として1891年に学士院で初演され、ローマ賞審査員の一人であるサン＝サーンスから高い評価を得た。『ナポリ』作曲後、シャルパンティエは構想をふくらませ、同曲を終曲とする全5楽章の組曲とし『イタリアの印象』と名付けた（副題は「感傷的で絵画的な交響曲」）。初演は1891年にコンセール・コロンヌにより行われた。1913年に改訂されている。
吹奏楽編曲版が日本などでは演奏される。

## 楽器編成
ピッコロ2、フルート2、オーボエ2、クラリネット2、ファゴット2、ホルン4、コルネット2、トロンボーン3、ティンパニ、トライアングル、ハープ、大太鼓、シンバル、弦五部

## 演奏時間
約25分

## 構成
- 第1曲 セレナード Serenade
- 第2曲 泉のほとりで A la Fontaine
- 第3曲 ロバに乗って A mules
- 第4曲 山の頂きにて Sur les cimes
- 第5曲 ナポリ Napoli